# Samuel Drysenius
Samuel Drysenius, född 6 mars 1600 i Eksjö stadsförsamling, Småland, död 1 februari 1672 i Vadstena församling, Östergötlands län, var kyrkoherde i Vadstena församling.

## Biografi
Drysenius föddes 6 mars 1600 i Eksjö. Han var son till rådmannen Pehr Ericsson. Drysenius studerade både i Eksjö och Linköping. 1625 blev han student vid Uppsala universitet och 13 mars 1632 avlade han magisterexamen vid universitetet. 1633 blev han lektor i logik och geografi vid Linköpings gymnasium och 1637 blev han lektor i fysik och medicin. Drysenius prästvigdes 15 december 1637. År 1639 blev Drysenius andre teologi lektor vid Linköpings gymnasium, kyrkoherde i Rystads församling och kontraktsprost i Åkerbo kontrakt. Han blev 1641 kyrkoherde i Vadstena församling och kontraktsprost i Aska och Dals kontrakt. Han var även 1651–1670 krigsmanshuspastor i Vadstena krigsmanshusförsamling. Drysenius avled 1672 i Vadstena och begravdes 16 juni samma år i Vadstena klosterkyrka.
Drysenius deltog vid riksdagen 1638 och riksdagen 1643 i Stockholm, riksdagen 1654 i Uppsala och riksdagen i Göteborg 1660.
Gravsten över Drysenius är i rokoko och ligger nära altaret.
| ” | O , Homo, qui flori evaniendo similis es | „ |

### Familj
Drysenius gifte sig första gången 12 oktober 1635 med Anna Nilsdotter Grubb (1618-1656). Hon var dotter till lektorn Nicolaus Nicolai Grubb i Linköping och Sigrid Olofsdotter. De fick tillsammans barnen kyrkoherden Petrus Drysenius i Kättilstads församling, tjänstemannen Nils Drysenius (död 1682) i Stockholm, Margareta Drysenius som var gift med rektorn Petrus Pelecanus vid Söderköpings trivialskola och kyrkoherden Benedictus Bruzœus i Risinge församling, Elisabeth Drysenius som var gift med kyrkoherden Christiernus Christophori i S:t Laurentii församling, Söderköping, Sigrid Drysenius och Anna Drysenius.
Drysenius gifte sig andra gången 1657 med Ragnhild Hellagius (1620-1660). Hon var dotter till kyrkoherden Jonas Andreæ Hellagius i Tingstads församling och Anna Andersdotter. Ragnhild Hellagius var änka efter kronobefallningsmannen Sten Jespersson i Kinda och Ydre härad. Drysenius och Hellagius fick tillsammans barnen Anna Drysenius (född 1658) som var gift med löjtnanten Eric Berg och Sara Drysenius (1660-1714) som var gift med kornetten Olof Wetterstrand i Stora Åby socken.
Drysenius gifte sig tredje gången 19 augusti 1662 med Mariana Hansdotter Low, dotter av advokatfiskalen Johannes Pauli Low. Hon var änka efter kyrkoherden Andreas Jonæ Gothus i Stora Åby församling.